# Großer Lungenwurm
Der Große Lungenwurm oder Rinderlungenwurm (Dictyocaulus viviparus) lebt als erwachsener Wurm in den Bronchien und der Luftröhre von Rindern. Die fadenförmigen, weißen Würmer gehören zum Stamm der Fadenwürmer. Sie sterben nach ca. zwei Monaten, können aber auch bis zu sechs Monate überleben.
Die Ansteckung des Wirts erfolgt in der Regel über die Nahrung.

## Lebenszyklus
Das Weibchen legt eine große Zahl von embryonierten Eiern in die Bronchioli und Bronchien. In der Luftröhre entwickelt sich anschließend die erste Larvenstufe des Parasiten. Diese wandern zum Rachen und werden zum Teil ausgehustet. Der größere Teil wird geschluckt und mit dem Kot ausgeschieden.
Die nächste Phase der Larve folgt außerhalb des Körpers. Die Larven verlassen den Kothaufen oder werden durch Regen
ausgewaschen. In Abhängigkeit von der Temperatur entwickeln sich die Larven in die dritte Phase.
Das Wirtstier nimmt die Larven beim Fressen von infiziertem Gras auf. Durch die Wand des Dünndarms wandern die Larven über das Lymphsystem zu den Mesenteriallymphknoten und anschließend über den Milchbrustgang (Ductus thoracicus) und die vordere Hohlvene (Vena cava cranialis) in das rechte Herz und in das Kapillargebiet der Lunge. Die Larven durchbohren die Lungenbläschen (Alveolen) und kommen als Larven der Phase 4 in die Bronchioli und Bronchien, wo sie sich 21 bis 25 Tage nach der Infektion zu geschlechtsreifen Würmern entwickeln.
Von der Aufnahme der Larven bis zum Erreichen der Lunge vergehen rund fünf Tage.

## Krankheitsverlauf
Die Dictyocaulose oder auch Lungenwurmkrankheit verläuft in den ersten sieben Tage ohne klinische Symptome. Danach kommt es teilweise zu Fieberschüben, oberflächlichem Husten und Atemgeräuschen durch die Schädigung der Lunge. Nach kurzer Erholungsphase treten am 20. Tag Ödeme sowie – durch Sekundärinfektionen – eine fiebrige Lungenentzündung auf. Jungtiere sterben in dieser Phase häufig.
Durch die erwachsenen Würmer in der Lunge und die Entzündung kommt es zu Atmungsproblemen. Um besser atmen zu können, nimmt das Tier eine Schonhaltung ein. Husten, Appetitmangel und Nasenausfluss sind Begleiterscheinungen.
Nach überstandener Infektion kann das Tier eine gewisse Immunität erlangen.

## Diagnose
- Baermann/Wetzel Test
- Sektion des betroffenen Tiers

## Vorbeugung
Gegen Infektion durch den Lungenwurm kann vorgebeugt werden. Dazu zählen folgende Methoden.
- Impfung
- Medikamentöse Behandlung
- Weidemanagement

## Weitere Vertreter der Gattung
Zur Gattung Dictyocaulus gehören auch:
- Dictyocaulus filaria (Parasit von Schafen und Ziegen)
- Dictyocaulus arnfieldi (Parasit von Pferden und Eseln)